# روبرت گورسکی
روبرت گورسکی (لهستانی: Robert Górski؛ زادهٔ ۱۴ آوریل ۱۹۷۱) بازیگر، صداپیشه، کمدین، طنزنویس و فیلم‌نامه‌نویس است. وی از سال ۱۹۹۴ میلادی تاکنون مشغول فعالیت بوده‌است.
از فیلم‌ها یا مجموعه‌های تلویزیونی که وی در آن‌ها نقش داشته است، می‌توان به گوش آقای رئیس و زیبا و بیکار اشاره نمود.